# B-440
Le B-440 (russe : Б-440)   est un ancien sous-marin d'attaque conventionnel de la marine soviétique du Projekt 641 (code OTAN - classe Foxtrot)  mis en service en 1971 dans la flotte du Nord et décommissionné en 1998. Il est exposé à  Vytegra en tant que navire musée depuis 2005.

## Historique
Le 16 janvier 1971, après des tests de réception, il intègre la 211e brigade sous-marine du 4e escadron de sous-marins de la Flotte du Nord de l'URSS. En 1971 - 1972 , 1973 - 1974 , 1977 et 1983, il a effectué des missions de combat en mer Méditerranée, en 1982 en mer de Barents et en mer de Norvège, et en 1984 dans l'Atlantique du Nord-Est.
En janvier-juillet 1988, il a effectué une recherche de groupe de sous-marins navals de l'OTAN avec le B-396 Novossibirsk Komsomolets et le B-401 Novossibirsk. Le 12 août 1989  à une profondeur de 80 m, il a heurté le chalut du chalutier norvégien Orion au  sud-est de l'Île aux Ours.
En 1990-1995, il a subi une révision à l'usine marine de Kronstadt. En 1994, il est transféré à la flotte de la Baltique et enrôlé dans la 25e brigade de sous-marins de la 4e division de navires-écoles. En 1998, il a été exclu de la flotte et transféré pour élimination.

## Préservation
En 2003, il a été décidé d'installer le sous-marin comme musée à Vytegra. En 2003, la conversion en navire musée a été réalisée par l'usine marine de Kronstadt et s'est achevée en 2005. La plupart des compartiments sont entièrement conservés, le reste est utilisé pour le fonctionnement du musée. Des travaux de dragage ont été effectués dans la baie de Vytegra, condition nécessaire pour recevoir un navire amarré à la côte. Le sous-marin a été livré à Vytegra à travers les eaux du lac Ladoga et du lac Onega. Le 10 décembre 2005, le sous-marin est devenu la base du Musée des marins de la gloire militaire.